# Diogmites anomalus
Diogmites anomalus är en tvåvingeart som beskrevs av Carrera 1947. Diogmites anomalus ingår i släktet Diogmites och familjen rovflugor. Inga underarter finns listade i Catalogue of Life.